# エルンスト・ルドルフ・フーバー
エルンスト・ルドルフ・フーバー（Ernst Rudolf Huber、1903年6月8日 - 1990年10月28日）は、ドイツの法学者、憲政史家。ナチスの法理論家。カール・シュミットの弟子。

## 経歴
ボン大学でカール・シュミットに学ぶ。1926年、国家教会法の研究により博士号取得。1931年、経済行政法の研究で二つ目の博士号取得。
1933年、キール大学教授。1937年、ライプツィヒ大学教授。1941年、シュトラスブルク大学教授。
1933年5月1日、NSDAP入党。ゲオルク・ダームやカール・ラーレンツと共に、憲法学のキール学派に属し、アドルフ・ヒトラー総統府の法的基盤の構築に務めた。
戦後、1956年に公法学会除名。1962年にゲッティンゲン大学に赴任するまで教授職を得られなかった。

## 邦訳
- エルンスト・ルドルフ・フーバー著、大石義雄・田端忍訳『ナチス憲法論』（白揚社〈世界全体主義大系 第3巻〉、1939年）
- エルンスト･ルードルフ・フーバー著、雀部幸隆編訳「ワイマール共和国崩壊の憲政史的考察」『名古屋大学法政論集』（2002年9月）